# Okapi viltreservat

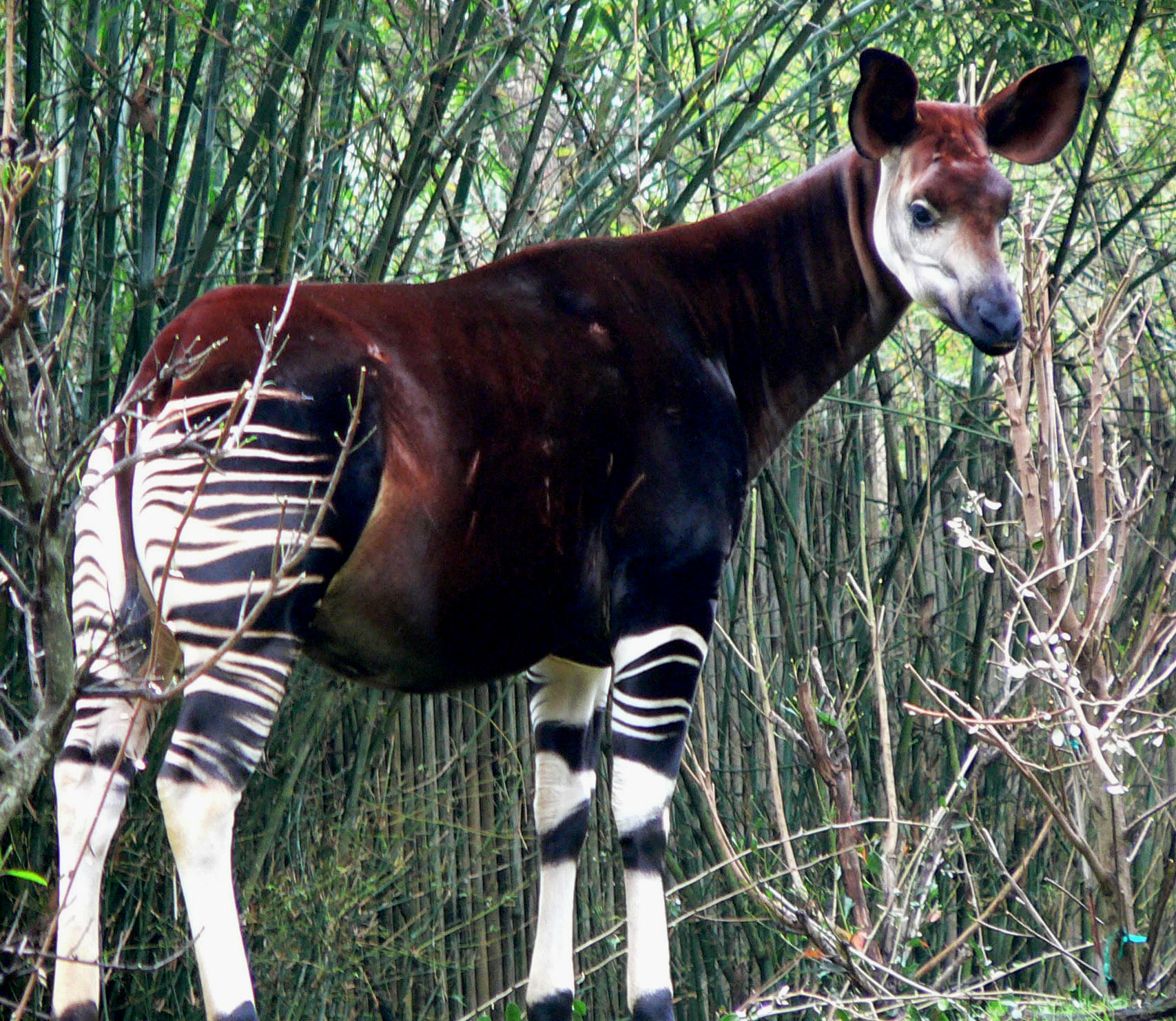
Okapi.

Okapi viltreservat är ett reservat i Ituriskogen i nordöstra Kongo-Kinshasa, nära gränsen till Sudan och Uganda. Det är ungefär 14 000 km² stort, och upptar en femtedel av skogens areal. Reservatet upprättades 1992 och upptogs 1996 på Unescos världsarvslista.
Som namnet avslöjar är reservatet många okapiers hem. Där fanns 1996 omkring 3 900–6 350 av totalt cirka 10 000–20 000 globalt sett. I reservatet finns även Epulu Conservation and Research Center, vid Epulufloden, som funnits där sedan 1928 då den amerikanske antropologen Patrick Putnam grundade den som en plats för tillfångatagande av vilda okapier, för att sedan skicka dem till amerikanska och europeiska djurparker. Denna funktion har den på sätt och vis fortfarande, men det är endast de tillfångatagnas framavlade avkomma som exporteras, då man upptäckt att de har större chans att överleva fångenskap än de som fötts fria. Ytterst få skickas dock iväg. Centret utför även mycket forskning och arbete för att bevara okapierna.
Förutom okapierna finns här många andra intressanta och utrotningshotade djur, såsom skogselefanten, kongopåfågeln och minst tretton arter av människoapor.
Okapi viltreservat är sedan 1999 upptaget på Unescos lista över hotade världsarv. Huvudhoten är skogsavverkningen, främst orsakad av svedjejordbruk, samt kommersiell jakt på vilt. Även guldgruvsdriften har orsakat problem. De infödda mbuti- och bantufolken har respekterat skogen och dess vilda djur, men inflyttade känner inte samma band. Bristande resurser på grund av Kongo-Kinshasas ekonomiska och politiska förhållanden är även det ett problem. Man hoppas att kunna utveckla ekoturism i området, både för att få inkomster och öka allmänhetens medvetande.